# Lactophrys bicaudalis
Lactophrys bicaudalis is een straalvinnige vis uit de familie van de koffervissen (Ostraciidae). De wetenschappelijke naam werd gepubliceerd in 1758 door Carl Linnaeus in de tiende editie van Systema naturae.

## Type
- type: onbekend
- typelocatie: opgegeven als India

## Verspreiding
De soort komt voor in de Grote Oceaan en de Indische Oceaan.